# Суперкупа на Турция
Суперкупа на Турция (на турски: TFF Süper Kupa) е футболен трофей в Турция. Основана като състезание с два отбора, настоящата версия ще се приложи от 2025 г. и ще се състои от четири отбора: победителите и подгласниците на Купата на Турция и Суперлигата. Първоначално е бил известен като Cumhurbaşkanlığı Kupası (Президентска купа) от 1966 до 1998 г. Между 1999 и 2005 г. не е провеждано състезание, въпреки че през 2000 г. има заместващо състезание под името Aтатюрк Къп. Ребрандираният TFF Süper Kupa е завесата за предстоящия футболен сезон, обикновено се провежда през август. В случай, че отбор постигне дубъл, вицешампионите за Купата на Турция стават финалисти.

## Финали по години
| Отбор               | Носител | Финалист | Година                                                                                                |
| Галатасарай         | 17      | 10       | 1966, 1969, 1972, 1982, 1987, 1988, 1991, 1993, 1996, 1997, 2008, 2012, 2013, 2015, 2016, 2019, 2023, |
| Бешикташ            | 10      | 12       | 1967, 1974, 1986, 1989, 1992, 1994, 1998, 2006, 2021, 2024                                            |
| Трабзонспор         | 10      | 3        | 1976, 1977, 1978, 1979, 1980, 1983, 1995, 2010, 2020, 2022                                            |
| Фенербахче          | 9       | 10       | 1968, 1973, 1975, 1984, 1985, 1990, 2007, 2009, 2014                                                  |
| Гьозтепе            | 1       | 1        | 1970                                                                                                  |
| Анкарагюджю         | 1       | 1        | 1981                                                                                                  |
| Акхисар Беледиеспор | 1       | 1        | 2018                                                                                                  |
| Ескишехирспор       | 1       | 0        | 1971                                                                                                  |
| Коняспор            | 1       | 0        | 2017                                                                                                  |
| Бурсаспор           | 0       | 3        | |
| Алтай               | 0       | 2        | |
| Генчлербирлиги      | 0       | 1        | |
| Коджаелиспор        | 0       | 1        | |
| Сакарияспор         | 0       | 1        | |
| Кайзериспор         | 0       | 1        | |
| Истанбул Башакшехир | 0       | 1        | |
| Анталияспор         | 0       | 1        | |
| Сивасспор           | 0       | 1        | |

Забележка: Финалът между отборите на Фенербахче и Бешикташ през 2011 г. е анулиран от Футболната федерация на Турция.

## Най-често срещнали се отбори
| Изиграни финали | Отбор          | Отбор           | Година                                               |
| 9               | Бешикташ (4)   | Галатасарай (5) | 1966, 1982, 1991, 1993, 1994, 1998, 2006, 2016, 2024 |
| 7               | Фенербахче (3) | Галатасарай (4) | 1973, 1985, 1996, 2012, 2013, 2014, 2023             |
| 6               | Бешикташ (2)   | Фенербахче (4)  | 1974, 1975, 1989, 1990, 2007, 2009, 2011             |
| 4               | Фенербахче (1) | Трабзонспор (3) | 1978, 1979, 1983, 1984                               |
| 3               | Бешикташ (1)   | Трабзонспор (2) | 1977, 1992, 1995                                     |

## Рекорди
- Победител: 17 пъти
  - Галатасарай (1966, 1969, 1972, 1982, 1987, 1988, 1991, 1993, 1996, 1997, 2008, 2012, 2013, 2015, 2016, 2019, 2023)
- Най-много участия: 26 пъти
  - Галатасарай (1966, 1969, 1971, 1972, 1973, 1976, 1982, 1985, 1987, 1988, 1991, 1993, 1994, 1996, 1997, 1998, 2006, 2008, 2012, 2013, 2014, 2015, 2016, 2018, 2019, 2024)
- Поредни победи: 5 пъти
  - Трабзонспор (1976, 1977, 1978, 1979, 1980)
- Поредни участия: 7 пъти
  - Бешикташ (1989, 1990, 1991, 1992, 1993, 1994, 1995)
- Най-много победи като треньор: 5 пъти
  - Ахмед Суад (Трабзонспор) (1976, 1977, 1978, 1980, 1983)
  - Фатих Терим (Галатасарай) (1996, 1997, 2012, 2013, 2019)
- Най-големи победи:
  - Бешикташ 5 – 0 Галатасарай (2024)
  - Трабзонспор 4 – 0 Сивасспор (2022)
  - Галатасарай 3 – 0 Анкарагюджю (1972)
  - Бешикташ 3 – 0 Фенербахче (1974)
  - Трабзонспор 3 – 0 Алтай СК (1980)
  - Галатасарай 3 – 0 Фенербахче (1996)
  - Трабзонспор 3 – 0 Бурсаспор (2010)

## Виж също
- Турска Суперлига
- Купа на Турция